# ヘント＝シント＝ピーテルス駅

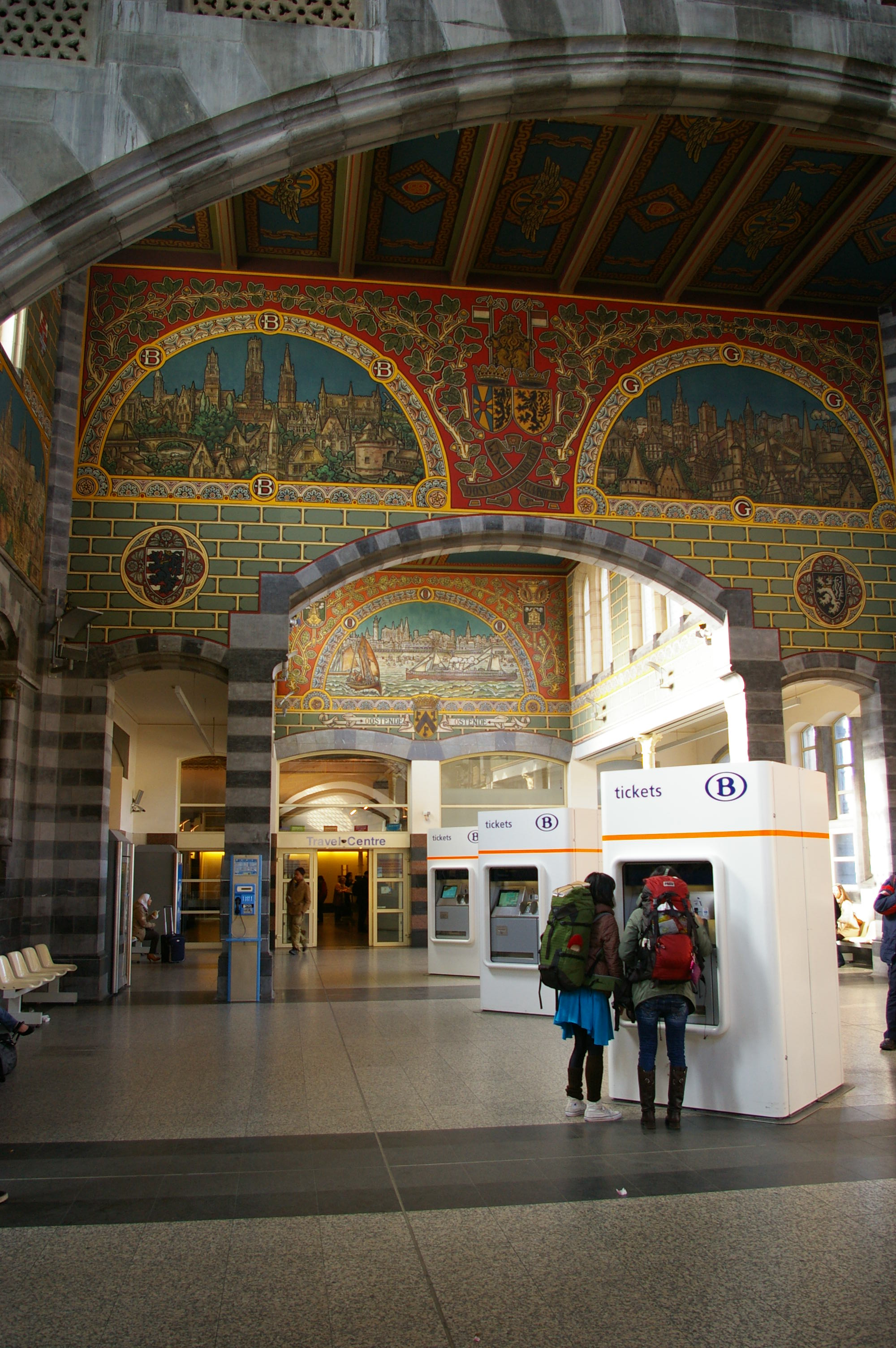
コンコース

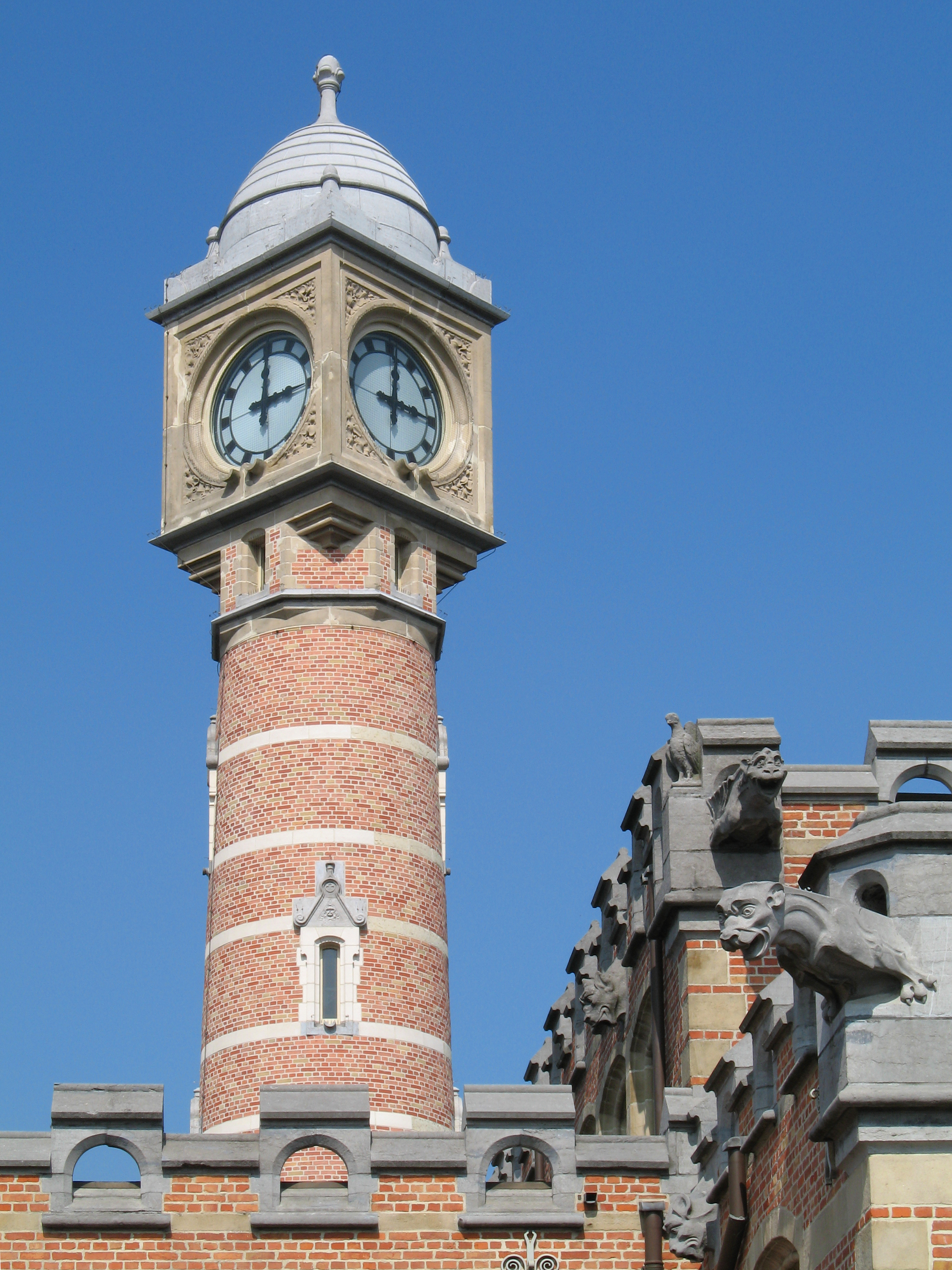
時計塔

ヘント＝シント＝ピーテルス駅（仏：Gare de Gand-Saint-Pierre 蘭：Station Gent-Sint-Pieters）は、ベルギーフランデレン地域オースト＝フランデレン州ヘントにある、ベルギー国鉄の鉄道駅である。

## 列車系統
- タリス オーステンデ駅 - ブルッヘ駅 - ヘント＝シント＝ピーテルス駅 - ブリュッセル南駅 - パリ北駅

- IC
  - ブリュッセル - ルーヴェン駅 - リエージュ＝ギユマン駅 - ウーペン駅
  - ブルージュ駅 - オーステンデ駅
  - アールスト駅 - ブリュッセル - ランデン駅 - ハッセルト駅 - ヘンク駅
  - シント・ニクラース駅 - アントウェルペン中央駅
  - ブルッヘ駅 - クノッケ駅/ブランケンベルヘ駅
  - ブリュッセル - トンゲレン駅
  - コルトレイク駅 - リール＝フランドル駅

- IR(急行)
  - アールスト駅 - ブリュッセル - ブリュッセル空港駅
  - デインゼ駅 - デ・ピンテ駅
  - デンデルモンデ駅 - メヘレン駅
  - コルトレイク駅
  - ブリュッセル - ブリュッセル空港駅 - ルーヴェン駅 - ランデン駅 (ヘント・ブリュッセル間は無停車)

- L(普通)
  - ゾッテヘム駅 - ヘラーツベルヘン
  - エークロー駅
  - アウデナールデ駅 - ロンセ
  - アールスト駅 - ブルッヘ駅

## 駅構造
6面12線の地上駅。

## 利用状況
一日あたり4万人の旅客を有し、ベルギー国鉄の駅では2番目、又は3番目に利用客が多い駅である。

## 駅周辺
- ヘント市立現代美術博物館（フランス語版）
- シターデルパーク
- ヘント・キュイプケ自転車競技場

## 沿革
もとの駅は小さく、ヘント-オーステンデ間の鉄道駅として1881年に開業している。1837年、ヘントの中心駅としてヘント南駅（Station Gent-Zuid）が建設された。1913年にはヘント万国博覧会が開催され新しいシント＝ピーテルス駅が建設されたが、万博が開催される前年の1912年ルイ・クロケ（Louis Cloquet）設計により竣工した。ヘント南駅は1928年に閉鎖された。1995年に重要建造記念物に分類され、2006年から駅舎の大規模な再建工事や周辺の再開発工事が進められている。塔の部分は損傷が激しいため取り壊され、古い物を模した物に変わった。

## 隣の駅
ベルギー国鉄
50号線
レデベルグ駅 - ヘント＝シント＝ピーテルス駅
50A号線
ブリュッセル南駅 - ヘント＝シント＝ピーテルス駅 - ドロンゲン駅
50E号線
隣駅情報不明
55号線
ヘント＝シント＝ピーテルス駅 - ドロンゲンセステーン駅
75号線
ヘント＝シント＝ピーテルス駅 - シント＝デネイス＝ウェストレム駅